# Jiu Wudaishi
Jiu_Wudaishi (kinesiska: 旧五代史, ofta bara 五代史, Wudaishi, "Krönikan över de fem dynastierna") är ett av de 24 historieverken, en samling officiella kinesiska historiekrönikor.
Wudaishi handlar om den kaotiska perioden mellan Tangdynastins fall 907 och Songdynastins grundande 960. Under de femtio åren däremellan avlöste fem korta dynastier varandra, medan Tang- och Songanhängare kämpade om kontrollen över det kinesiska riket. Wudaishi ägnar en del åt varje dynasti. Verket sammanställdes under ledning av Xue Juzheng,  på uppdrag av Songregeringen, och är därför ägnat att motivera det kejsarhusets rätt till tronen. Xue Juzheng hade själv upplevt alla fem dynastierna och dessutom arbetet i administrationen för tre av dem. Efter att en ny krönika över samma tidsperiod (Xin Wudaishi, "Nya krönikan över de fem dynastierna") sammanställdes år 1053 av Ouyang Xiu föll dock Wudaishi i glömska, och någon gång under 1100-talet försvann de sista exemplaren helt. Under 1700-talet kunde forskare i Qingdynastins Kina återskapa delar av verket genom att sammanställa citat de återfunnit i andra verk.